# Estación División del Norte (Guadalajara)
División del Norte es la quinta estación de la Línea 1 del Tren Ligero de Guadalajara en sentido norte a sur, y la décimo-sexta en sentido opuesto, está situada en el extremo norte del tramo subterráneo que comprende dicha línea.
Su símbolo representa 4 escopetas (2 formando una cruz y las otras 2 en medio de las primeras 2, a 30° y 60°), representando un puño de carabinas que fueron usadas en la campaña de la División del Norte, encabezada por Francisco Villa. 
La estación presta servicio a las colonias La Guadalupana, Jardínez del Country y Observatorio.

## Puntos de interés
- Circunvalación División del Norte hacia la SEMOV[1]
- Instituto de Cirugía Reconstructiva de Jalisco (I.C.R)
- Templo De La Guadalupana